# Juan Cumella
Juan Cumella Monner (Barcelona, 25 de octubre de 1818-Santa Cruz de Tenerife, 4 de diciembre de 1898) fue un empresario y político español afincado en Tenerife.

## Vida
Cumella se instaló en la isla de Tenerife en julio de 1839, estableciendo su domicilio a partir de 1846 en la calle del Castillo, la principal arteria comercial de la ciudad de Santa Cruz de Tenerife. En esta isla se convirtió en un gran empresario muy ligado al puerto de la capital.
En unión con Virgilio Ghirlanda, instaló en 1851 un depósito de carbón, con su correspondiente muelle propio, a la derecha de la Batería de San Pedro. El conocido como muellito del carbón desapareció como consecuencia de la construcción del cercano muelle de Ribera y de la avenida de Anaga. También fue autorizado en 1856 para construir un depósito en la parte trasera de la fuente de Isabel II, para surtir de agua directamente a los buques; con la obligación de pagar un 10% de la recaudación al ayuntamiento. Fue él mismo un importante consignatario de buques, propietario o copropietario de numerosas embarcaciones.
El 13 de mayo de 1855 es nombrado caballero de la Real y Distinguida Orden de Carlos III y en 1856 miembro del Consejo Provincial de Canarias, cuerpo en parte consultivo.
Fue el más importante de los conservadores de Tenerife a lo largo de unos treinta años, siendo cofundador de La Opinión, órgano de los conservadores que publicó su primer número, como diario, el 5 de abril de 1880. Fue cónsul de Dinamarca desde 1876.
Amasó una importante fortuna, aunque su mujer Felipa González Delgado había aportado al matrimonio un importante capital, creando ambos una sociedad ganancial. Se habían casado en Santa Cruz de Tenerife en abril de 1840, pero durante unos años residieron en Marsella, al cuidado de los negocios familiares, estableciéndose de nuevo en Santa Cruz de Tenerife en 1846 . En el libro "Las lágrimas de Cumella" de Benito Pérez Armas, este insinúa que Cumella en sus comienzos hizo mucho dinero con el contrabando de oro. Pero lo que sí se sabe a ciencia cierta es que su mujer Felipa, hija única del comerciante Salvador Cayetano González, heredó un importante patrimonio de su padre (la partición es de 1832, luego ella tenía en ese momento unos 25 años y su padre menos de 65 años), que Juan Cumella supo amplificar. La mitad aproximadamente de dicha fortuna del matrimonio Cumella - Felipa González, en sociedad ganancial de ambos cónyuges, la heredaría en 1898 su sobrino nieto Martín Rodríguez (de Azero) y Díaz-Llanos (1879-1942), con sólo 19 años, dado que el matrimonio no tuvo hijos (al menos reconocidos, si atendemos al libro "Las lágrimas de Cummella" de Benito Pérez Armas de 1925, donde le asigna la paternidad fuera de matrimonio de una tal Rosaura). Realmente fue Felipa quien le dotó con la mayor parte de su mitad (valorada en más de 600.000 pesetas de la época, y más de la mitad en matálico o en bonos de deuda interior o exterior), pero dejó el usufructo a su marido hasta su fallecimiento. La casa de la calle del Castillo la dejó para Martín, pero fue vendida para pagar los gastos de las tasaciones y de la herencia. Juan Cumella, por su parte, le dejó a Martín la hacienda de La Costa (en el actual Tomecano, de 69 815 m², valorada en 121 000 pesetas), una parte menor de su mitad. La casa dentro de la Hacienda de La Costa, que ya existía, la había reconstruido Cumella en 1892, siendo el arquitecto Miguel Pintor)  La casa existió hasta los años setenta del siglo XX, donde actualmente se encuentra el edificio Ipanema, en Tome Cano. Y una parte del paseo de olivos de la finca se conserva hoy en día en los jardines del Edificio América, junto al muro que lo separa de la Comunidad Santiago.
Pocos años más tarde, en 1904, Martin heredaría - como hijo único - también a su padre Martín Rodríguez Peraza, fallecido prematuramente de euremia. El resto de la importante herencia de Juan Cumella se repartió entre varios amigos y parientes, además de criados. Aquí aparecen como beneficiarios Carlos Díaz Rodríguez y los hijos de Antonino Yanes y Volcán y de Antonina Perdomo y González, que los cita como ahijados suyos. A Agustín Guimerá y Castellano (hijo de Agustín Guimerá y Ramón) le adjudica todos sus bienes relacionados con la propiedad parcial o total de numerosos barcos, buques, lanchas, lanchones, varaderos, algibes flotantes, su parte del depósito de agua en la plaza de la fuente de Isabel II, varias casas, etc… En el remanente de sus bienes nombró como herederos universales a dos hermanas suyas y a varios sobrinos que eran hijos o nietos de dos hermanos suyos.
Salvador Cayetano González Hernández, natural de La Laguna (donde debió de nacer alrededor de 1768 pues en el padrón de Santa Cruz de enero de 1818 se indica que tenía 50 años) fue un comerciante que realizó viajes y negocios en Norteamérica (Pensilvania y Nueva york), donde residió durante años, y luego volvió a Tenerife alrededor de 1815-16 con una gran fortuna y viudo. En su testamento de 1828 declaró que aún le quedaba un arcón lleno de onzas de oro, además de las abundantes propiedades que había adquirido. Su primera mujer había sido María Enrique, natural de Tacoronte. Con ella había tenido un hijo, Salvador Santos González, que falleció soltero en la "América Inglesa" antes que su madre, que también murió allí. Ya de vuelta en Tenerife, en 1817 compró, junto con otras propiedades, la casa de tres plantas en la c/Castillo esquina con la c/San Pedro Alcántara, (conocida a finales del siglo XIX como Casa Cumella) y casó con Antonia Delgado y Meneses (1796-1860), viuda de Martín Rodríguez y Castellano (que se dedicaba al comercio marítimo de la mano de su tío Antonio Bacilio Castellano, consignatario de barcos. Rodríguez Castellano había fallecido joven en 1814 o 1815 durante un viaje en Campeche-México). La única hija de ambos, Felipa González Delgado (1817-1892), hermana uterina por tanto de Martín Rodríguez y Delgado (1813-1874), casó en 1840 con Juan Cumella. Salvador González también pagó los estudios en Nueva York a su entenado Martín Rodríguez Delgado  (en el Columbia College en Manhattan, entre 1827 y 1830), introduciéndole en el mundo del comercio y de las financias al más alto nivel, contando éste más adelante con la ayuda y contactos de su cuñado Juan Cumella y de otro comerciante catalán asentado en Tenerife: Agustín Guimerá y Ramón. Este Agustín Guimerá casó en 1831 o 1832 con Jacinta Castellano y Dueño, que era prima hermana del padre de Martín Rodríguez Delgado: Martín Rodríguez Castellano. El hijo de Rodríguez Delgado fue el citado Martín Rodríguez (de Azero) y Peraza que cursó sus estudios universitarios en Barcelona, por la influencia de su tío político Juan Cumella.
Agustín Guimerá y Ramón nació en El Vendrell (Tarragona) el 9 de marzo de 1796 y se estableció en la Isla de Tenerife sobre fines de 1823 o principios de 1824. Según se indica en el libro "Las Lágrimas de Cumella" de Benito Pêrez Armas, "Guimerá era piloto de barcos pero, habiendo partido rumbo a América al mando de una nave de tres palos y viéndose a punto de zozobrar cerca de Canarias, recaló en Santa Cruz de Tenerife y se quedó allí para siempre. Trocándose de marino a comerciante. Por su indicación y a su amparo, vinieron después familiares y amigos que hicieron más fortuna que él, pero ninguno le aventajó en prestigios y respetabilidad".   Casó sobre 1831 o 1832 con Jacinta Castellano y Dueño, nacida en Santa Cruz de Tenerife en 1811, con quien procreó nueve hijos. Por razón de su matrimonio emparentó con los Rodríguez de Azero Castellano y mantuvo intensa correspondencia con Martín Rodríguez de Azero Delgado entre 1838 y 1860, que se conserva en el archivo que fue de Martín Rodríguez Peraza [A.M.R.]. Ambos fueron dueños proindiviso, en la proporción de 2/3 Guimerá y 1/3 Rodríguez de Azero, de la Hacienda de Las Vegas, en Granadilla (del mar a la cumbre, donde es posible que plantaran grandes extensiones de tabaco para comerciar en la ruta transpirenaica hacia Marsella), donde nacería Martín Rodríguez Peraza. Se estableció primeramente en la calle de Las Tiendas -la de la Cruz Verde, número 5, pasando luego a la casa número 16 de la calle del Castillo, la arteria principal del comercio de Santa Cruz, esquina a la de José Murphy. La casa se incendió el 18 de abril de 1945. Fue comerciante mayorista, matriculado desde 1825, consignatario de buques desde 1834 y uno de los diez vecinos mayores contribuyentes de la capital. Guimerá fue fiel esparterista y enemigo, por tanto, de la reina gobernadora doña María Cristina de Borbón y de los moderados, tuvo una importante vida pública. Fue teniente de alcalde del Ayuntamiento de Santa Cruz en 1835 y 1848, Vocal de la Junta Suprema Gubernativa de Santa Cruz en 1840, donde fue uno de los miembros más destacados junto con el abogado gran canario Antonio López. Diputado Provincial en 1848, 1849, 1850, 1851, 1852 y 1853, repitiendo en 1864, 1865 y 1866. Vocal de la Junta de Agricultura en 1848 y de la Junta de Comercio en igual año, de la que sería vicepresidente y presidente efectivo en 1850, 1851, 1852 y 1854 y desde la que tendría una eficaz y lucida intervención en los Puertos francos (Real Decreto de 11 de julio de 1852). En 1855 fue nombrado caballero de la Real y Distinguida Orden de Carlos III (Real Decreto de 13 de mayo). Fue prior del Tribunal de Comercio durante los años 1856 y 1861. Fue vicepresidente de la Junta General de Agricultura, Industria y Comercio de la Provincia en 1860. Etc..Moriría en su casa de Santa Cruz el 8 de junio de 1874, cuando contaba setenta y ocho años de edad.
Agustín Guimerá y Ramón fue - en cierta medida - el mentor de Juan Cumella y Monner y de Martín Rodríguez Delgado.
En 1847 se produce el rompimiento de las relaciones entre Martín Rodríguez (de Azero) y Delgado y Juan Cumella, al haber roto Martín el compromiso que tenía con una de las hermanas de Juan. En noviembre de ese mismo año Martín contrae matrimonio con Ana Peraza y Mexía (o Mejías), residente en Arico pero con intereses y propiedades también en Granadilla. Las relaciones sólo se reanudarán casi 10 años más tarde, a partir de 1856. Martín Rodríguez Peraza, su hijo, nacido el 25 de agosto de 1848, será con el tiempo el más asiduo corresponsal de su tío Juan Cumella; hasta que también finalmente se enemistan por un tiempo. Juan Cumella por lo visto tenía un carácter de armas tomar y no solía reconciliarse con quien hubiera mantenido un conflicto.
Cuando Cumella estaba recogiendo velas de su actividad política, ante el empeoramiento de su salud, propone - junto con el Comité del Partido, por unanimidad - a Martín R.P. como Presidente del Comité Conservador de Tenerife, Gomera y Hierro y Jefe del Partido, pero Martín - para evitar conflictos con otros pretendientes - preferirá dejar la jefatura conservadora tinerfeña exclusivamente en el Conde de Toreno (que representaba a Cánovas del Castillo), y éste finalmente designa al Conde de Salazar (Esteban Salazar de Frías y Ponte), aunque éste finalmente se retira de la carrera política (por motivos de salud y cansado ya de acontecimientos adversos y de intrigas) y deja la jefatura a Martín, también ya muy tocado de su salud. A partir de ahí los resultados en las siguientes elecciones (últimos años del siglo XIX) no le son favorables al partido conservador liberal y coincide con que sus principales cabezas van falleciendo. El partido quedará descabezado hasta la irrupción del siguiente generación, en la que se encontrará como figura destacada su hijo Martín Rodríguez Díaz-Llanos.
La disposición testamentaria de Felipa González Delgado, mujer de Juan Cumella y heredera de los bienes de sus padres (el industrial Salvador Cayetano González y Antonia Delgado y Meneses), en favor de Martín Rodríguez y Díaz-Llanos, produjo el distanciamiento de Rodríguez Peraza con Cumella. El distanciamiento aludido se produjo, pese a los esfuerzos de amigos comunes por restañarlo (Sansón, Yanes, Leal,...). Hasta el propio Cumella trata de convencer a Martín R.P. de su imparcialidad y cariño (en carta de 7 de febrero, después de relatar los últimos momentos de doña Felipa, su testamento ante el notario Francisco Rodríguez Suárez (padre del abogado Agustín Rodríguez Pérez) y su muerte a las nueve de la noche, y referirse a la aprobación de la partición en su día (que se otorgaría ante el notario Rafael Calzadilla el 18 de mayo de 1899), le dice:"Deploro mucho, muchísimo el desprestigio que puede causarte lo relativo a la administración de los bienes de tu hijo, y seguramente que ella no lo comprendió, si [su] estado hubiese permitido hacerle reflexiones, seguramente que no lo hubiera hecho (...). Yo siempre te he querido y te quiero, y deseo que me correspondas. Ven con frecuencia, no te ocultes que esto es peor". 
Y en otra del día 15 siguiente: "La difunta habrá sido muy severa, pero tú tienes mucho, muchísimo de que arrepentirte. Con haberte conducido con menos terquedad, más franqueza y más expansión sin faltar a la verdad, todo se hubiera remediado. Créeme, la culpa es tuya y de los que pudieran o deberían haberte aconsejado".
Más adelante, producida la reconciliación, escribiría el 25 de julio: "Por lo que veo, muchos creen que el testamento ha roto nuestras relaciones, y me lo confirma el artículo de El Criterio y las cartas de Belza. Paréceme conveniente no hacer ninguna demostración para sacarlos de ese error". Años más adelante se quiso dar a entender que el distanciamiento había sido político y no personal; lo cual fue desmentido por el grupo conservador silvelista, ya enfrentado claramente a Rodríguez Peraza -una vez muerto Cumella- a través de su nuevo periódico, Unión Conservadora (número 4, 21 de abril de 1899).